# فرهاد حسن‌زاده
فرهاد حسن‌زاده (زاده ۲۰ فروردین ۱۳۴۱) نویسنده، روزنامه‌نگار و طنزپرداز ایرانی است. وی در آبادان به دنیا آمد و اکنون در تهران ساکن است. از او تاکنون بیش از ۱۳۰ کتاب برای کودکان، نوجوانان و بزرگسالان منتشر شده و جوایز مهمی در ایران و خارج از ایران دریافت کرده است. او سال‌ها در هفته‌نامه «دوچرخه» (ضمیمه نوجوان روزنامه همشهری) مسئول صفحه‌های ادبیات و طنز بود. همچنین وی از اعضای هیئت مؤسس انجمن نویسندگان کودک و نوجوان است.

## زندگی
فرهاد حسن‌زاده بیستم فروردین ۱۳۴۱ در آبادان به دنیا آمد. او نوشتن را از دوران نوجوانی با نگارش نمایشنامه و داستان آغاز کرد. جنگ ایران و عراق و مهاجرت از آبادان باعث شد مدتی از نوشتن باز بماند؛ اما در سال ۱۳۷۰ اولین کتابش به نام ماجرای روباه و زنبور در شیراز چاپ شد و از آن پس به شکل حرفه‌ای قدم به دنیای نویسندگی در حوزهٔ ادبیات کودکان و نوجوانان گذاشت.
از حسن‌زاده تاکنون بیش از ۱۰۰ اثر در حوزه‌های ادبی گوناگون همچون داستان کودکان، نوجوانان و رمان برای بزرگسالان چاپ شده است. برخی از آثار او به زبان‌های انگلیسی، مالایی، چینی، ارمنی، عربی، روسی، ژاپنی، اسپانیولی، ترکی استانبولی و کردی ترجمه و انتشار یافته است. همچنین بر اساس بعضی از کتاب‌های او فیلم، انیمیشن و کتاب الکترونیک تهیه شده است. وی عضو هیئت مؤسس انجمن نویسندگان کودک و نوجوان بوده و چند دوره به عنوان عضو هیئت مدیره نیز انتخاب شده است.

## نوشته‌ها
1. ماجرای روباه و زنبور، ۱۳۷۰، راهگشا
2. دفتر مهران، ۱۳۷۲، راهگشا
3. مار و پله، ۱۳۷۳، سروش
4. ماشو در مه، ۱۳۷۳، سوره مهر
5. سمفونی حمام، ۱۳۷۴، قدیانی
6. گاه روشن گاه تاریک، ۱۳۷۴، مدرسه
7. مهمان مهتاب، ۱۳۷۵، صریر
8. بزرگ‌ترین خط‌کش دنیا، ۱۳۷۵، سوره مهر
9. انگشت مجسمه، ۱۳۷۶، سوره مهر
10. آبی‌تر از آبی، ۱۳۷۶، ذکر
11. امیرکبیر فقط اسم یک خیابان نیست، ۱۳۷۷، روزگار
12. امیرکبیر (زندگی‌نامه)، ۱۳۷۷، مدرسه
13. کلاغ کامپیوتر، ۱۳۷۸، سوره مهر
14. هندوانه به شرط عشق، ۱۳۷۸، عصر
15. دارکوب و کرگدن، ۱۳۷۸، به نشر
16. هدیه خیس، ۱۳۷۸، به نشر
17. روزنامه سقفی همشاگردی(۱)، ۱۳۷۸، افق
18. بن‌بست حقیقت، ۱۳۷۸، انجمن نویسندگان کودک و نوجوان
19. نمکی و مار عینکی، ۱۳۷۸، سوره مهر
20. خواجه نظام‌الملک (زندگی‌نامه)، ۱۳۷۹، مدرسه
21. گزیده ادبیات معاصر، ۱۳۷۹، نیستان
22. عشق و آینه، ۱۳۷۹، پیدایش
23. چراغ لاله (زندگی‌نامه اقبال لاهوری)، ۱۳۷۹، ذکر
24. روزنامه سقفی همشاگردی(۲)، ۱۳۸۰، افق
25. دو لقمهٔ چرب و نرم، ۱۳۸۰، ویژه نشر
26. شکستنی، ۱۳۸۰، آفتاب اندیشه
27. مرده‌ای که زنده شد، ۱۳۸۰، آفتاب اندیشه
28. لولوی زیبای قصه گو، ۱۳۸۰، پیدایش
29. سفر به خیر سلطان سنجر، ۱۳۸۱، ذکر
30. لطیفه‌های ورپریده، ۱۳۸۱، پیدایش
31. همان لنگه کفش بنفش، ۱۳۸۲، کانون پرورش فکری کودکان و نوجوانان
32. لبخندهای کشمشی یک خانواده خوشبخت، ۱۳۸۲، چرخ‌فلک
33. حیاط خلوت، ۱۳۸۲، ققنوس
34. آقارنگی و گربه ناقلا، ۱۳۸۴، کانون پرورش فکری کودکان و نوجوانان
35. سیب سرخ سوسن…، ۱۳۸۴، به نشر
36. در روزگاری که هنوز پنجشنبه و جمعه اختراع نشده بود، ۱۳۸۴، چرخ‌فلک
37. بندرختی که برای خودش دل داشت، ۱۳۸۴، چرخ‌فلک
38. سنگهای آرزو، ۱۳۸۵، علمی فرهنگی
39. کنار دریاچه نیمکت هفتم، ۱۳۸۵، افق
40. قصه‌های کوتی کوتی، ۱۳۸۶، کانون پرورش فکری کودکان و نوجوانان
41. خنده به شرط قلقلک، ۱۳۸۷، پیدایش
42. مهمان مهتاب (ویرایش جدید)، ۱۳۸۷، افق
43. بچه‌های اعماق (بازنویسی)، ۱۳۸۷، پیک ادبیات
44. یکشب از هزار شب، ۱۳۸۷، تکا
45. از صدای باران خوشم می‌آید، ۱۳۸۷، حوض نقره
46. به دنبال بی‌تا، ۱۳۸۷، قو
47. پری نازه دست درازه، ۱۳۸۸، به‌نشر
48. عقرب‌های کشتی بمبک، ۱۳۸۸، افق
49. دیو دیگ به سر، ۱۳۸۸،کانون پرورش فکری کودکان و نوجوانان
50. هندوانه به شرط عشق (ویرایش جدید)، ۱۳۸۸، چرخ‌فلک
51. هستی، ۱۳۸۹، کانون پرورش فکری کودکان و نوجوانان
52. خوزستان، کتابی دربارهٔ ویژگی‌های خوزستان، ۱۳۸۹، انتشارات مدرسه
53. پی‌تی‌کو پی‌تی‌کو، مجموعه داستان کودک، چاپ اول ،۱۳۹۱، کانون پرورش فکری کودکان و نوجوانان
54. گلستان سعدی، بازآفرینی ۱۸ حکایت از سعدی، ۱۳۹۱، ناشر: سوره مهر
55. خاطرات خون‌آشام عاشق، مجموعه داستان نوجوان، ۱۳۹۲، ناشر کتاب چرخ‌فلک
56. این وبلاگ واگذار می‌شود، رمان نوجوان، ۱۳۹۲، نشر افق
57. روزگار شیرین، رمان بزرگسال اقتباس از خسرو شیرین نظامی گنجوی، ۱۳۹۲، نشر ویدا
58. درختی که خوابش می‌آمد، داستان کودک، ۱۳۹۳، نشر پیدایش
59. قصهٔ طوطی خانم و آقای بازرگان، بازآفرینی از مثنوی مولوی، ۱۳۹۳، انتشارات همشهری
60. سرما نخوری کوتی‌کوتی، مجموعه داستان کودک، ۱۳۹۳، کانون پرورش فکری کودکان و نوجوانان
61. دنیا را بلرزان کوتی‌کوتی، مجموعه داستان کودک، ۱۳۹۳، کانون پرورش فکری کودکان و نوجوانان
62. بفرمایید پیراشکی شیمپالو، (مجموعهٔ من+جی‌جور+شیمپالو) (جلد اول) داستان کودک، ۱۳۹۳، نشر چکه
63. چه بویی داشت جوراب‌های شیمپالو، (مجموعهٔ من+جی‌جور+شیمپالو) (جلد دوم) داستان کودک، ۱۳۹۳، نشر چکه
64. بگذار بروم مدرسه شیمپالو، (مجموعهٔ من+جی‌جور+شیمپالو) (جلد سوم) داستان کودک، ۱۳۹۳، نشر چکه
65. کلاغ بی‌نمک نخور شیمپالو، (مجموعهٔ من+جی‌جور+شیمپالو) (جلد چهارم) داستان کودک، ۱۳۹۳، نشر چکه
66. غذایی خوشمزه برای شیمپالو، (مجموعهٔ من+جی‌جور+شیمپالو) (جلد پنجم) داستان کودک، ۱۳۹۳، نشر چکه
67. خوانندهٔ نسل جوان شیمپالو، (مجموعهٔ من+جی‌جور+شیمپالو) (جلد ششم) داستان کودک، ۱۳۹۳، نشر چکه
68. خاله شمسی کجاست شیمپالو، (مجموعهٔ من+جی‌جور+شیمپالو) (جلد هفتم) داستان کودک، ۱۳۹۳، نشر چکه
69. عید شما مبارک شیمپالو، (مجموعهٔ من+جی‌جور+شیمپالو) (جلد هشتم) داستان کودک، ۱۳۹۳، نشر چکه
70. هویج‌بستنی، مجموعه داستان نوجوان، ۱۳۹۴، نشر افق
71. زیبا صدایم کن، رمان نوجوانان، ۱۳۹۴، کانون پرورش فکری کودکان و نوجوانان
72. وقتش رسیده کمی پسته بشکنیم، مجموعه شعر نوجوان، ۱۳۹۴، کانون پرورش فکری کودکان و نوجوانان
73. بشو و نشو، داستان مصور کودکان، ۱۳۹۴، نشر چکه
74. من و غولک و قالیچهٔ پرنده، داستان مصور کودک، ۱۳۹۵، نشر شهر
75. نوش‌جان آقا بزه، قصهٔ مصور کودک، ۱۳۹۵، دانش‌نگار
76. جشن تولد پر دردسر، (جلد اول، گروه ۱+۵ مجموعه رمان کودک)، ۱۳۹۶، نشر افق
77. مردی که خودش را پیدا کرد، (جلد دوم، گروه ۱+۵ مجموعه رمان کودک)، ۱۳۹۶، نشر افق
78. جنازه… با اجازه، (جلد سوم، گروه ۱+۵ مجموعه رمان کودک)، ۱۳۹۶، نشر افق
79. بیز… بیز… بیزینس، (جلد چهارم، گروه ۱+۵ مجموعه رمان کودک)، ۱۳۹۶، نشر افق
80. چتری با پروانه‌های سفید، داستان تصویری کودک، ۱۳۹۶، کتابهای طوطی (فاطمی)
81. خاطرات خون‌آشام عاشق (دفتر دوم)، ۱۳۹۷، کتاب چرخ‌فلک
82. عمه‌خانم و ماجراهای آبکی (۱۲جلدی)، ۱۳۹۷، کتابهای نردبان، انتشارات فنی ایران
83. برف و آفتاب، ۱۳۹۸، بازآفرینی داستان بیژن و منیژه، کتابهای طوطی (فاطمی)
84. گربه چه مهربان شده، ۱۳۹۷، نشر علمی فرهنگی
85. آهنگی برای چهارشنبه‌ها، ۱۳۹۸، نشر پیدایش
86. موش سر به هوا، داستان تصویری کودک، ۱۳۹۸، کانون پرورش فکری کودکان و نوجوانان
87. گوریل ترسناک در راه پله (جلد اول، شنگل و منگل و چنگل)، ۱۳۹۹، کتابهای نردبان (انتشارات فنی ایران)
88. کجا را باید سم بزنیم؟ (جلد دوم، شنگل و منگل و چنگل)، ۱۳۹۹، کتابهای نردبان (انتشارات فنی ایران)
89. طوطی روی خرپشته (جلد سوم، شنگل و منگل و چنگل)، ۱۳۹۹، کتابهای نردبان (انتشارات فنی ایران)
90. گرگ بدجنس دوست‌داشتنی (جلد چهارم، شنگل و منگل و چنگل)، ۱۳۹۹، کتابهای نردبان (انتشارات فنی ایران)
91. گوریل ترسناک در راه پله (جلد اول، شنگل و منگل و چنگل)، ۱۳۹۹، کتابهای نردبان (انتشارات فنی ایران)
92. زیر سایه درخت بیعار، مجموعه داستان بزرگسال، ۱۳۹۹، انتشارات اندیشه نیکو
93. به من بگو سمندر، داستان تصویری کودک، ۱۳۹۹، کانون پرورش فکری کودکان و نوجوانان
94. بنگ، بنگ، بنگ، داستان تصویری کودک، ۱۴۰۰، نشرچشمه
95. قطار جک لندن، رمان بزرگسال، ۱۴۰۱، نشر افق
96. مهتاب و دکمه قرمز، داستان کودک، ۱۴۰۱، نشر میچکا
97. دل بده، دل بده، داستان کودک، ۱۴۰۱، نشر میچکا

۹۸. خودکار سبز بنفشه، داستان کودک، ۱۴۰۲، نشر میچکا

### ترجمهٔ آثار به زبان غیرفارسی
- قصه‌های کوتی‌کوتی/ به زبان چینی/ انتشار در کشور هنگ‌کنگ ۱۳۸۹[۷]
- قصه‌های کوتی‌کوتی/ به زبان مالایی/ انتشار در کشور مالزی ۱۳۸۹
- قصه‌های کوتی‌کوتی/ انگلیسی و فارسی/ انتشار در ایران توسط کانون پرورش فکری کودکان و نوجوانان ۱۳۸۹
- سرما نخوری کوتی‌کوتی/ به زبان انگلیسی/ انتشار در کشور ایران ۱۳۹۵
- دنیا را بلرزان کوتی‌کوتی /به زبان انگلیسی/ انتشار در کشور ایران ۱۳۹۵
- دیو دیگ به سر/ به زبان کردی/ توسط کانون پرورش فکری کودکان و نوجوانان ۱۳۸۹
- هستی/ به انگلیسی/ کانون پرورش فکری کودکان و نوجوانان 1392[۸][۹]
- زیبا صدایم کن/ به زبان انگلیسی / کانون پرورش فکری کودکان ونوجوانان ۱۳۹۵[پیوند مرده]
- بشو و نشو/ به انگلیسی/ سال ۱۳۹۶
- زیبا صدایم کن/ به زبان ترکی استانبولی/ انتشار در کشور ترکیه[۱۰]
- این وبلاگ واگذار می‌شود/ به انگلیسی[۱۱]
- زیبا صدایم کن / به زبان ارمنی/ انتشار در کشور ارمنستان ۱۳۹۸
- غصه نخور گورخر/ به زبان ترکی/ انتشار در آذربایجان ۱۴۰۱
- موش سر به هوا/ به زبان انگلیسی/ کانون پرورش فکری کودکان و نوجوانان/ ۱۴۰۲
- روزبه و روبزال/ به زبان انگلیسی / نشر سیاوشان/۱۴۰۲
- روزبه و روبزال/به زبان آلمانی/ انتشارات داروک در آلمان/۱۴۰۳
- خنده خامه ایی/به زبان آلمانی/ انتشارات داروک در آلمان/ ۱۴۰۳

## جایزه‌ها

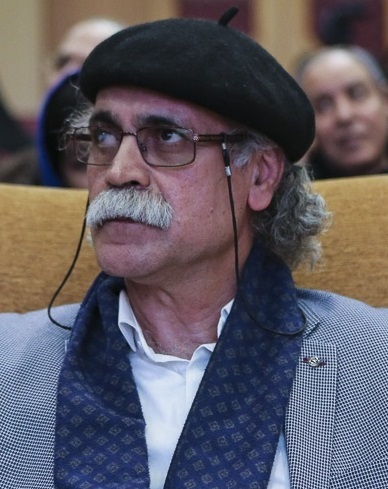
مراسم نکوداشت فرهاد حسن‌زاده در کانون پرورش فکری کودکان و نوجوانان، بهمن ۱۳۹۸

فرهاد حسن‌زاده تا کنون بیش از چهل جایزه برای آثارش گرفته که مهم‌ترین‌شان نشان ماه طلایی از جایزه جشنواره بزرگ برگزیدگان ادبیات کودک و نوجوان است که آن را انجمن نویسندگان کودک و نوجوان برای انتخاب بهترین نویسندگان، شاعران، مترجمان و منتقدان و پژوهشگران ادبیات کودک و نوجوان در دو دهه ۶۰و ۷۰ برگزار کرد.
در زمینه جوایز بین‌اللملی هم حسن‌زاده در سال ۲۰۱۸ به فهرست نهایی جایزه هانس کریستین اندرسن راه یافت و برندهٔ لوح سپاس اندرسن شد. همچنین دیپلم افتخار برای رمان زیبا صدایم کن را از دفتر بین‌المللی کتاب برای نسل جوان IBBY در شهر آتن دریافت کرد.
وی برای چهار سال متوالی (از ۲۰۱۷ تا ۲۰۲۰ از سوی نهادهای ادبیات کودک مانند کانون پرورش فکری کودکان و نوجوانان و شورای کتاب کودک به عنوان نامزد ایرانی جایزه آسترید لیندگرن معرفی شد. همچنین از سوی شورای کتاب کودک نیز برای سال ۲۰۱۸ برای نامزدی جایزه هانس کریستیان آندرسن و جایزهٔ آسترید لیندگرن انتخاب شد. وی برای سال ۲۰۲۰ جزو ۶ نویسندهٔ برتر در جایزهٔ جهانی هانس کریستین اندرسن شد و لوح سپاس این جایزه را به ایران آورد.

### فهرست جوایز و تقدیرها در ایران
- سال ۱۳۷۴ برگزیدهٔ جشنوارهٔ کتاب سروش نوجوان برای کتاب «مار و پله»
- سال ۱۳۷۴ برگزیدهٔ جشنوارهٔ کتاب سال کانون پرورش فکری کودکان و نوجوانان برای کتاب «ماشو در مه»
- سال ۱۳۷۵ تقدیری کتاب سال ایران برای کتاب «ماشو در مه»
- سال ۱۳۷۹ برگزیدهٔ هفتمین جشنواره مطبوعات در بخش داستان کودک و نوجوان
- سال ۱۳۷۹ برگزیدهٔ جشنوارهٔ بزرگ ادبیات کودکان و نوجوانان برای کتاب‌های تألیفی از سال ۱۳۵۷ تا ۱۳۷۷
- سال ۱۳۷۹ برگزیدهٔ جشنوارهٔ کتاب ادب پایداری برای کتاب «مهمان مهتاب»
- سال ۱۳۸۰ برگزیدهٔ جشنوارهٔ یکی بود یکی نبود برای کتاب «لولوی زیبای قصه‌گو».
- سال ۱۳۸۰ برگزیدهٔ جشنوارهٔ کتاب‌های آموزشی رشد برای کتاب «امیرکبیر»
- سال ۱۳۸۰ برگزیدهٔ مجلهٔ سلام بچه‌ها در بخش داستان نوجوان برای کتاب «عشق و آینه»
- سال ۱۳۸۱ برگزیدهٔ مجلهٔ سلام بچه‌ها در بخش داستان‌کودک برای کتاب «دو لقمه چرب و نرم»
- سال ۱۳۸۲ برگزیدهٔ دهمین جشنواره مطبوعات در بخش داستان کودک و نوجوان
- سال ۱۳۸۳ برگزیدهٔ جشنواره ادب پایداری برای کتاب «حیاط خلوت»
- سال ۱۳۸۳ برگزیدهٔ مجلهٔ سلام بچه‌ها در بخش داستان کودک برای کتاب «همان لنگه کفش بنفش»
- سال ۱۳۸۵ برگزیدهٔ مجلهٔ سلام بچه‌ها در بخش کودک برای کتاب «آقا رنگی و گربه ناقلا»
- سال ۱۳۸۵ برگزیدهٔ انتشارات علمی و فرهنگی برای کتاب «سنگ‌های آرزو»
- سال ۱۳۸۶ تقدیری کتاب سال ایران در بخش کودک و نوجوان برای کتاب «آقا رنگی و گربه ناقلا»
- سال ۱۳۸۶ برگزیدهٔ انجمن فرهنگی ناشران کتاب کودک برای کتاب «کنار دریاچه نیمکت هفتم»
- سال ۱۳۸۶ برگزیدهٔ انجمن نویسندگان کودک و نوجوان برای داستان «دیو دیگ به سر»
- سال ۱۳۸۷ تقدیری جایزه ادبی اصفهان برای کتاب «قصه‌های کوتی کوتی»
- سال ۱۳۸۷ برگزیدهٔ جشنواره کتاب و رسانه برتر برای مقاله «غوره‌ها تشنه‌اند»
- سال ۱۳۸۸ برگزیدهٔ جشنواره سلام در بخش داستان کودک برای کتاب «قصه‌های کوتی‌کوتی»
- سال ۱۳۸۸ تقدیری انجمن فرهنگی ناشران کتاب کودک برای کتاب «از صدای باران خوشم می‌آید»
- سال ۱۳۸۸ برگزیدهٔ جشنواره مطبوعات کانون پرورش فکری کودکان و نوجوانان برای یادداشت «خیس باران می‌شوم».
- سال ۱۳۸۹ برگزیدهٔ انجمن نویسندگان کودک و نوجوان برای داستان کوتاه «جویدن دماغ آدم‌برفی».
- سال ۱۳۸۹ تقدیری کتاب سال ایران برای کتاب «عقربهای کشتی بمبک».
- سال ۱۳۸۹ تقدیری کانون پرورش فکری کودکان و نوجوانان برای کتاب «عقربهای کشتی بمبمک»
- سال ۱۳۹۰ تقدیرشده برای فعالیت‌های داستان‌نویسی توسط «مؤسسه مهر طه»[۱۴]
- سال ۱۳۹۱ برگزیدهٔ اول جایزهٔ مخاطبان نوجوان برای کتاب «هستی»[۱۵]
- سال ۱۳۹۱ دریافت نشان «لاک‌پشت نقره‌ای» از اولین جشنواره لاک‌پشت پرنده برای کتاب «هستی»[۱۶]
- سال ۱۳۹۱ دریافت لوح ویژه از شورای کتاب کودک برای کتاب «هستی»[۱۷]
- سال ۱۳۹۲ تقدیری شانزدهمین جشنواره کتاب سال کانون پرورش فکری کودکان و نوجوانان برای کتاب «پی‌تی‌کو… پی‌تی‌کو…»
- سال ۱۳۹۲ تقدیری سیزدهمین جشنواره کتاب سال شهید غنی‌پور برای کتاب «پی‌تی‌کو… پی‌تی‌کو…»
- سال ۱۳۹۲برگزیدهٔ شانزدهمین جشنواره کتاب سال کانون پرورش فکری کودکان و نوجوانان در بخش بازنویسی برای کتاب «سعدی»
- سال ۱۳۹۳ برگزیدهٔ بخش نوجوان چهاردهمین دوره جایزه شهید حبیب غنی‌پور برای کتاب این وبلاگ واگذار می‌شود[۱۸]
- سال ۱۳۹۵ برگزیدهٔ دوازدهمین جشنواره مطبوعات کودکان… کانون پرورش فکری کودکان و نوجوانان برای داستان «ساعت عقرب»
- سال ۱۳۹۵ برگزیدهٔ هیجدهمین جشنواره کتاب سال کانون پرورش فکری کودکان و نوجوانان برای کتاب «زیبا صدایم کن»
- سال ۱۳۹۵ برگزیدهٔ شورای کتاب کودک برای کتاب «زیبا صدایم کن»
- سال ۱۳۹۵ تقدیری شورای کتاب کودک برای کتاب «قصهٔ طوطی خانم و آقای بازرگان»
- سال ۱۳۹۵ برگزیدهٔ به‌عنوان «نویسنده محبوب بچه‌ها» در نخستین جام باشگاه‌های کتابخوانی کشور
- سال ۱۳۹۶ تقدیری پنجمین جشنواره مهر برای کتاب «هویج‌بستنی»
- سال ۱۳۹۶ تقدیرشده به خاطر فیلمنامه اقتباسی از کتاب «هستی» در سی‌امین جشنواره فیلم کودک و نوجوان اصفهان
- سال ۱۳۹۶ نویسنده برگزیدهٔ کتاب برتر در نهمین جشنواره کتاب برتر انجمن فرهنگی ناشران کتاب کودک برای کتاب «زیبا صدایم کن»
- سال ۱۳۹۷ تقدیری شورای کتاب کودک برای کتاب «چتری با پروانه‌های سفید»
- نامزد جایزهٔ گلشیری برای کتاب حیاط خلوت
- تقدیرشدهٔ جایزهٔ مهرگان برای کتاب حیاط خلوت
- نامزد جایزهٔ قلم زرین برای کتاب حیاط خلوت
- نامزد کتاب سال ایران برای کتاب حیاط خلوت
- نامزد دومین جشنوارهٔ لاک‌پشت پرنده برای «این وبلاگ واگذار می‌شود.» سال ۱۳۹۳
- نامزد هفتمین جشنوارهٔ کانون پرورش فکری کودکان و نوجوانان برای «این وبلاگ واگذار می‌شود.» سال ۱۳۹۳
- نامزد جایزهٔ کتاب سال ایران برای رمان هستی ۱۳۹۰
- نامزد جشنوارهٔ کتاب کانون برای رمان هستی ۱۳۹۱
- نامزد کتاب سال ایران برای کتاب «زیبا صدایم کن» در سال ۱۳۹۵
- برندهٔ نشان نقره لاک پشت پرنده برای کتاب «نه مثل هر روز» سال ۱۴۰۲
- برگزیدهٔ جشنوارهٔ ملی ادبیات کودک و نوجوان شیراز برای کتاب «هستی» سال ۱۴۰۳.[۱۹]

### فهرست جوایز و تقدیرها (بین‌المللی)
- لوح سپاس جایزهٔ جهانی هانس کریستین اندرسن در سال ۲۰۲۰[۲۰]
- لوح سپاس جایزهٔ جهانی هانس کریستین اندرسن در سال ۲۰۱۸[۲۱][۲۲]
- دیپلم افتخار برای کتاب «زیبا صدایم کن» از IBBY در سال ۲۰۱۸ کشور یونان[۲۳]
- نامزد معرفی‌شده از سوی ایران برای جایزه جهانی آسترید لیندگرن برای سال ۲۰۲۰
- نامزد معرفی‌شده از سوی ایران برای جایزه جهانی آسترید لیندگرن برای سال ۲۰۱۹[۲۴]
- نامزد معرفی‌شده از سوی ایران برای جایزهٔ جهانی آسترید لیندگرن برای سال ۲۰۱۸[۲۵]
- نامزد معرفی‌شده از سوی ایران برای جایزه جهانی آسترید لیندگرن برای سال[۲۶]۲۰۱۷
- سال ۲۰۱۶ کتاب «زیبا صدایم کن» در فهرست کلاغ سفید کتابخانه بین‌المللی مونیخ معرفی شد.[۲۷]
- سال ۲۰۱۶ کتاب «زیبا صدایم کن» نامزد فهرست کتاب برای کودکان با نیاز ویژه دفتر بین‌المللی کتاب برای کودکان (IBBY) شد.